# Nemoleon poecilopterus
Nemoleon poecilopterus is een insect uit de familie van de mierenleeuwen (Myrmeleontidae), die tot de orde netvleugeligen (Neuroptera) behoort. 
Nemoleon poecilopterus is voor het eerst wetenschappelijk beschreven door Stein in 1863.